# Pustotîne, Nosivka
Pustotîne (în ucraineană Пустотине) este un sat în comuna Makiivka din raionul Nosivka, regiunea Cernihiv, Ucraina.

## Demografie
Componența lingvistică a localității Pustotîne
     Ucraineană (99,12%)
     Alte limbi (0,88%)
Conform recensământului din 2001, majoritatea populației localității Pustotîne era vorbitoare de ucraineană (99,12%), existând în minoritate și vorbitori de alte limbi.